# El casteller
El Casteller és un monument dedicat als castellers obra de l'escultor català Josep Busquets i Òdena. Està situat a la plaça del Pati de Valls, lloc on també hi ha l'escultura La madrona, del mateix autor, i representa un home i un infant castellers. Inaugurat el 1951, durant les Festes Decennals de la Mare de Déu de la Candela, es tracta del primer monument casteller.
El Casteller és una escultura de mida natural que representa un home amb un infant a sobre l'espatlla, tots dos vestits de castellers. L'original era de pedra, malmesa per vandalisme i pol·lució que el 2007 va ser reemplaçat per una còpia de bronze a partir del motlle de l'original.